# Mount Macpherson
Mount Macpherson ist ein 2360 m hoher Berg im Australischen Antarktis-Territorium. Im Zentrum der Geologists Range ragt er 2,5 km nördlich des Mount Csejtey am Südrand des Boucot-Plateau auf.
Die Nordgruppe der von 1961 bis 1962 dauernden Kampagne im Rahmen der New Zealand Geological Survey Antarctic Expedition sichtete und benannte ihn. Namensgeber ist Eric Ogilvy Macpherson (1893–1948), leitender Geologe des New Zealand Geological Survey.